# Sânmihaiu de Jos, Cluj

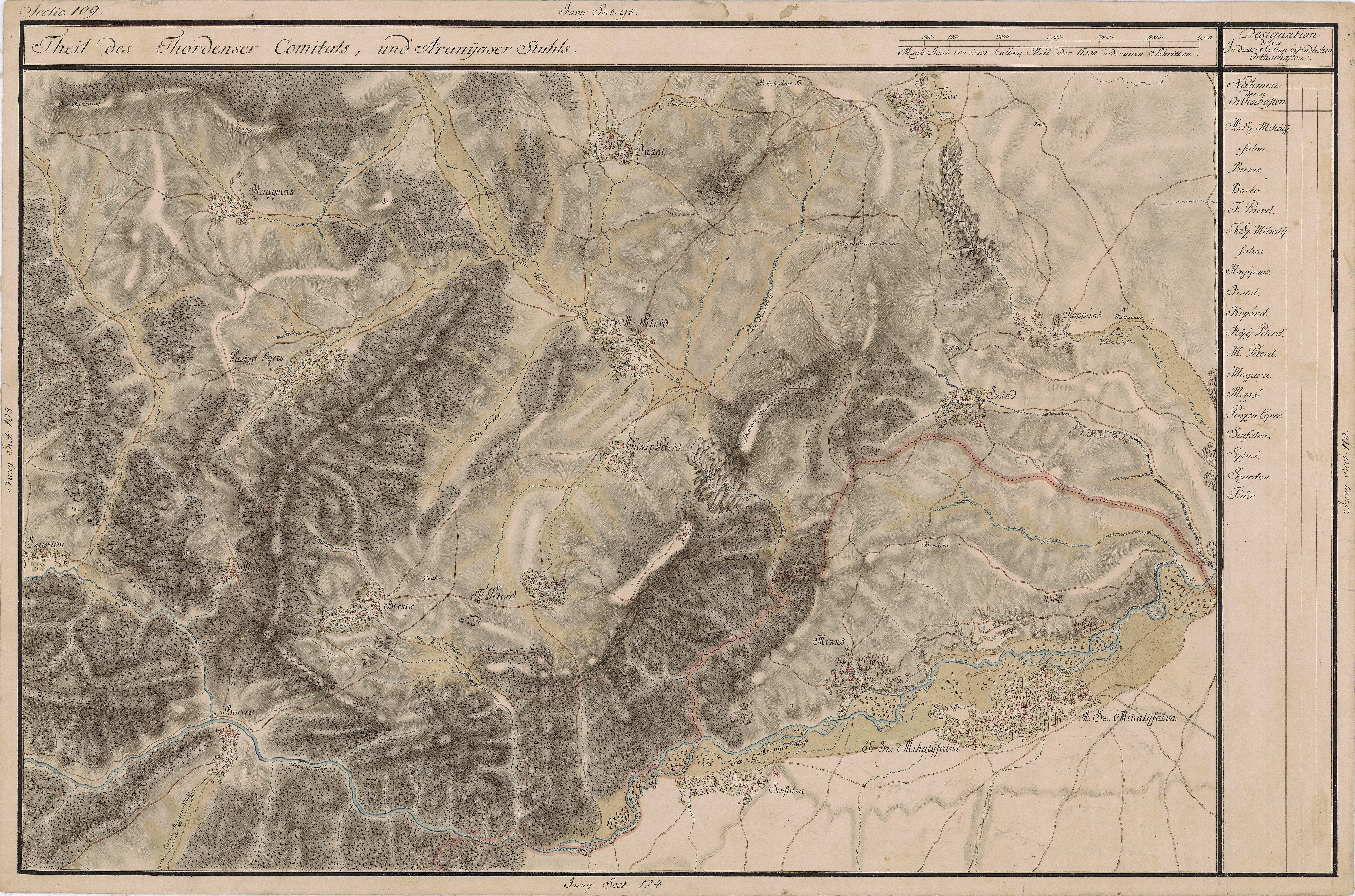
Sânmihaiu de Jos pe Harta Iosefină a Transilvaniei, 1769-1773 (Sectio 109)

Sânmihaiu de Jos (în maghiară Alsószentmihály) a fost un sat situat pe malul râului Arieș, lângă Turda. 
Pe Harta Iosefină a Transilvaniei din 1769-1773 (Sectio 109) apare sub numele de A.Sz.Mihályfalva.
Prima atestare documentară a satului datează din anul 1310. 
Până în anul 1876 fostul sat a aparținut Scaunului Secuiesc al Arieșului.
În 1910 avea 1.119 locuitori, iar în 1966 3.439 locuitori. 
În anul 1966 satul a fost incorporat administrativ noului sat Mihai Viteazu.